# Детское Евровидение — 2019
Конкурс песни «Детское Евровидение — 2019» (англ. Junior Eurovision Song Contest 2019, пол. Konkurs Piosenki Eurowizji dla Dzieci 2019) — 17-й конкурс песни «Детское Евровидение», который прошел в Гливице (Польша) после победы Роксаны Венгель с песней «Anyone I want to be» на конкурсе 2018 года, проходившем в Минске, Белоруссия. Этот конкурс стал первым в истории "Детского Евровидения", проводимым в Польше.
Виктория Габор из Польши с песней «Superhero» второй год подряд принесла победу своей стране, набрав максимальное количество баллов по результатам интернет-голосования. Также в тройке лидеров оказались Ержан Максим из Казахстана и Мелани Гарсиа из Испании — второе и третье место соответственно.

## Место проведения
В Европейский вещательный союз были поданы заявки из трёх стран: Армении, Казахстана и победителя конкурса в 2018 — Польши.
10 декабря 2018 года ЕВС подтвердил, что конкурс 2019 года примет Польша. Двумя днями ранее стало известно, что депутат от города Гливице Ярослав Гонцяж (пол. Jarosław Gonciarz) направил главе Telewizja Polska (TVP) письмо с призывом провести конкурс в городе в недавно построенной Гливице-Арене.
18 января 2019 года генеральный директор Европейского вещательного союза Ноэль Курран в интервью телеканалу TVP Info заявил, что конкурс будет проведён в Кракове. В тот же день TVP опубликовало заявление о том, что город ещё не был выбран.
6 марта 2019 года во время совместной пресс-конференции TVP и ЕВС было подтверждено, что конкурс состоится в городе Гливице при сотрудничестве Силезского воеводства. Само мероприятие пройдёт в Arena Gliwice вместимостью 17 000 человек. Впервые с 2014 года конкурс будет проводиться не в столице страны, поскольку в Варшаве нет подходящего места для проведения мероприятия такого масштаба.

## Формат

### Логотип и слоган
13 мая 2019 года был представлен слоган конкурса: Share the joy!
На логотипе конкурса изображён воздушный змей с огнями, что по словам организаторов, символизирует свободу, свет и радостные моменты.

### Ведущие
22 августа 2019 года было объявлено, что ведущими конкурса будут Ида Новаковска, Александр Сикора и Роксана Венгель.

## Участники
В этом году выступили 19 стран-участников. После 13-летнего перерыва вернулась Испания, но в то же время отказались от участия в этом году Азербайджан и Израиль по неизвестным причинам.
| №  | Страна                  | Исполнитель                      | Песня                             | Язык                      | Перевод                | Жюри | Зрители | Итого | Место |
| -- | ----------------------- | -------------------------------- | --------------------------------- | ------------------------- | ---------------------- | ---- | ------- | ----- | ----- |
| 01 | Австралия               | Джордан Энтони                   | «We Will Rise»                    | Английский                | «Мы поднимемся»        | 82   | 39      | 121   | 8     |
| 02 | Франция                 | Карла                            | «Bim bam toi»                     | Французский, английский   | «Бим бам ты»           | 85   | 84      | 169   | 5     |
| 03 | Россия                  | Таня Меженцева и Денберел Ооржак | «Время для нас»                   | Русский, английский       | —                      | 15   | 57      | 72    | 13    |
| 04 | Северная Македония      | Мила Москов                      | «Fire»                            | Македонский, английский   | «Огонь»                | 100  | 50      | 150   | 6     |
| 05 | Испания                 | Мелани Гарсиа                    | «Marte»                           | Испанский                 | «Марс»                 | 108  | 104     | 212   | 3     |
| 06 | Грузия                  | Георги Ростиашвили               | «We Need Love»                    | Грузинский, английский    | «Мы нуждаемся в любви» | 37   | 32      | 69    | 14    |
| 07 | Беларусь                | Елизавета Мисникова              | «Пепельный (Ashen)»               | Русский, английский       | —                      | 44   | 48      | 92    | 11    |
| 08 | Мальта                  | Элиана Гомез Бланко              | «We Are More»                     | Английский, мальтийский   | «Мы — что-то большее»  | 2    | 27      | 29    | 19    |
| 09 | Уэльс                   | Эрин Мэй                         | «Calon yn Curo (Heart Beating)»   | Валлийский                | «Сердце бьётся»        | 9    | 26      | 35    | 18    |
| 10 | Казахстан               | Ержан Максим                     | «Арманыңнан қалма»                | Казахский, английский     | «Не отступай от мечты» | 148  | 79      | 227   | 2     |
| 11 | Польша (страна-хозяйка) | Вики Габор                       | «Superhero»                       | Польский, английский      | «Супергерой»           | 112  | 166     | 278   | 1     |
| 12 | Ирландия                | Анна Керни                       | «Banshee»                         | Ирландский                | «Банши»                | 39   | 34      | 73    | 12    |
| 13 | Украина                 | София Иванько                    | «The Spirit of Music»             | Украинский, английский    | «Дух музыки»           | 28   | 31      | 59    | 15    |
| 14 | Нидерланды              | Матью Хинзен                     | «Dans met jou»                    | Нидерландский, английский | «Танцевать с тобой»    | 105  | 81      | 186   | 4     |
| 15 | Армения                 | Карина Игнатян                   | «Colours of Your Dream»           | Армянский, английский     | «Цвета твоей мечты»    | 70   | 45      | 115   | 9     |
| 16 | Португалия              | Джоана Алмейда                   | «Vem comigo (Come with Me)»       | Португальский, английский | «Пойдём со мной»       | 0    | 43      | 43    | 16    |
| 17 | Италия                  | Марта Виола                      | «La voce della terra»             | Итальянский, английский   | «Голос земли»          | 65   | 64      | 129   | 7     |
| 18 | Албания                 | Исеа Чили                        | «Mikja ime fëmijëri»              | Албанский                 | «Мой друг детства»     | 7    | 29      | 36    | 17    |
| 19 | Сербия                  | Дарья Врачевич                   | «Подигни глас (Raise Your Voice)» | Сербский, английский      | «Повысь свой голос»    | 46   | 63      | 109   | 10    |

## Голосование
| №  | Зрители            | Баллы | Жюри               | Баллы |
| -- | ------------------ | ----- | ------------------ | ----- |
| 1  | Польша             | 166   | Казахстан          | 148   |
| 2  | Испания            | 104   | Польша             | 112   |
| 3  | Франция            | 84    | Испания            | 108   |
| 4  | Нидерланды         | 81    | Нидерланды         | 105   |
| 5  | Казахстан          | 79    | Северная Македония | 100   |
| 6  | Италия             | 64    | Франция            | 85    |
| 7  | Сербия             | 63    | Австралия          | 82    |
| 8  | Россия             | 57    | Армения            | 70    |
| 9  | Северная Македония | 50    | Италия             | 65    |
| 10 | Беларусь           | 48    | Сербия             | 46    |
| 11 | Армения            | 45    | Беларусь           | 44    |
| 12 | Португалия         | 43    | Ирландия           | 39    |
| 13 | Австралия          | 39    | Грузия             | 37    |
| 14 | Ирландия           | 34    | Украина            | 28    |
| 15 | Грузия             | 32    | Россия             | 15    |
| 16 | Украина            | 31    | Уэльс              | 9     |
| 17 | Албания            | 29    | Албания            | 7     |
| 18 | Мальта             | 27    | Мальта             | 2     |
| 19 | Уэльс              | 26    | Португалия         | 0     |

## Другие участники

### Возвращение
- Испания — 26 июня 2019 года официальный вещатель TVE заявил, что страна возвращается на конкурс после 13-летнего перерыва.

### Несостоявшийся дебют
- Исландия — 12 июня 2019 года RUV заявил, что не будет дебютировать в этом году.
- Словакия – согласно блогу Евровидения Eurofestivales, пресс-секретарь RTVS Эрика Руснакова заявила, что они оценивают и контролируют возможность дебюта в конкурсе[5]. Однако 10 июня 2019 года в RTVS подтвердили, что они не будут дебютировать в конкурсе 2019 года[6].
- Чехия — 10 июня 2019 года ČT заявило, что решение об участии ещё не принято, но упомянуло, что больше сосредоточено на Евровидении-2020[7]. 19 июня было объявлено, что Чехия не будет участвовать в конкурсе 2019 года[8].

### Отказ
- Азербайджан — 1 июля 2019 года Азербайджан отказался от участия в конкурсе[9].
- Бельгия — 15 апреля 2019 года RTBF сообщили, что не вернутся в этом году[10].
- Болгария — BRT неоднократно заявляло, что страна не вернётся на конкурс 2019 года[11][12]. 5 июля планировалось избрание нового правления телеканала и принятие решения об участии в конкурсе[13]. 18 июля 2019 года был объявлен окончательный список стран-участниц, в котором Болгарии не оказалось[14].
- Великобритания — 8 апреля 2019 года ITV сообщили, что не вернутся в этом году[15].
- Греция — 18 июня 2019 года ERT заявили, что не вернутся в этом году[16].
- Дания — 4 апреля 2019 года DR подтвердили, что не будут участвовать в этом году[17].
- Израиль — 13 июня 2019 года KAN объявил, что не будут участвовать в этом году[18].
- Кипр — 10 июня 2019 года CyBC заявили, что не будут возвращаться в этом году[19].
- Латвия — 14 июня 2019 года LTV заявили что не вернутся в 2019 году[20].
- Молдова — 31 мая 2019 года было объявлено о неучастии Молдовы в конкурсе 2019 года[21].
- Норвегия — 11 апреля 2019 года NRK заключили, что не вернутся в этом году[22].
- Словения — 3 июня 2019 года RTV Slovenija заявила, что не вернутся на конкурс 2019 года[23].
- Хорватия — 4 июня 2019 года HRT заявили, что они не будут участвовать в конкурсе в этом году из-за финансовых проблем[24].
- Черногория — 2 июня 2019 года RTCG подтвердили, что не будут возвращаться на конкурс в этом году[25].
- Швейцария — 9 апреля 2019 года SRG SSR сообщили, что не вернутся на конкурс[26].
- Швеция — 11 апреля 2019 года SVT сообщили, что не вернутся в этом году[27].

## Глашатаи и комментаторы
Глашатаи
1. Австралия – Шимон
2. Франция – Каролина
3. Россия – Хрюша[28]
4. Северная Македония – Магдалена
5. Испания – Виолетта Леал[29]
6. Грузия – Анна Беришвили[30]
7. Беларусь – Эмилия Невинская
8. Мальта – Паула
9. Уэльс – Кади Морган
10. Казахстан – Аружан Хафиз (Посол Казахстана на Детском Евровидении, глашатай на Детском Евровидении 2018)
11. Польша – Марианна[31]
12. Ирландия – Лео Кирни
13. Украина – Дарина Красновецкая (представительница Украины на Детском Евровидении 2018)[32]
14. Нидерланды – Энн Бюре (представительница Нидерландов на Детском Евровидении 2018)
15. Армения – Эрик Антонян[33]
16. Португалия – Зофия
17. Италия – Мария Исиде Фьоре (представительница Италии на Детском Евровидении 2017)[34]
18. Албания – Эфи Джика (представительница Албании на Детском Евровидении 2018)[35]
19. Сербия – Бояна Радованович (представительница Сербии на Детском Евровидении 2018)[36]

### Комментаторы

#### Участвующие страны
- Казахстан — Калдыбек Жайсанбай и Махаббат Эсен   (Хабар)
- Франция — Стефан Берн и Сэнди Хериберт (France 2)[37]
- Польша — Артур Ожех (TVP1, TVP Polonia, TVP ABC)[38]
- Испания — Тони Агуилар и Джулия Варела (La 1, TVE International)[39]
- Грузия — Деметре Эргемлидзе и Тамар Эдилашвили (1TV)[40]
- Беларусь — Евгений Перлин (Беларусь 1, Беларусь 24)[41]
- Италия — Марио Акампа и Алексия Риццарди (Rai Gulp)[42]
- Нидерланды — Бадди Веддер (NPO Zapp)[43]
- Португалия — Нуно Галопим (RTP1, RTP International, RTP International Asia, RTP Africa)[44][45]
- Россия — Лера Кудрявцева и Вадим Такменёв (НТВ), Антон Зорькин и Хрюша (Карусель)[46][47]
- Сербия — Тияна Лукич (RTS2)[48]
- Украина — Тимур Мирошниченко (UA:Перший, UA:Культура)[49][50][51]
- Уэльс — валлийский: Тристан Эллис-Моррис, английский: Стифин Парри (S4C)[52]

#### Не участвующие страны
- Литва — Артур Ожех (TVP Wilno)[53]
- Великобритания — Эван Спэнс (Fun Kids)[54]